# François de Péricard
Pour les articles homonymes, voir Péricard.
François Péricard est un évêque d'Avranches de la fin du XVIe et du début du XVIIe siècle.

## Biographie
François Péricard fils de Jean de Péricard, procureur au Parlement de Normandie et de Anne Martin, est le frère de Georges, évêque d'Avranches (1583-1587), d'Odoart, gouverneur d'Avranches, chevalier de la Lande et maitre de camp d'un régiment d'hommes à pieds, de Guillaume, évêque d'Évreux (1608-1613) l'oncle de François, évêque d'Évreux (1613-1646) et le grand-oncle d'un autre François de Péricard évêque d'Angoulême (1646-1689).
Doyen du chapitre cathédral d'Avranches, il succède à son frère en 1588 à l'évêché d'Avranches. Il a été un des plus actifs et des plus chauds artisans de la Ligue. Il a soutenu les habitants de la ville lors du siège par le duc de Montpensier. C'est lors de ce siège que son frère Odoart trouve la mort.
Il établit les Capucins à Avranches, dont il consacre l'église. Il assiste en 1593 à la conférence de Surène et se rend à Rome en 1600 pour visiter les tombeaux des saints Pierre et Paul. En 1610, il est chargé par le clergé de porter ses vœux au roi. Il est député pour la province de Normandie à l'assemblée du clergé tenue à Paris en 1615. Le roi l'envoie en ambassade à la cour d'Espagne en 1625.
Le 3 août 1616 il reçoit comme coadjuteur et futur successeur son neveu Henri Boivin (né à Rouen en 1588), fils de Romain Boivin, sieur de Vauroux et d'Anne Péricard et nommé le même jour évêque titulaire de Tarse qu'il consacre comme tel le 28 mai 1617, mais ce dernier meurt avant lui le 12 février 1636. 
En 1629, Henri de Lorraine obtient le titre d'archevêque de Reims et plus tard met en place l'évêque de Tarse, nommé en l'évêché d'Avranches, Henri Boivin qu'il fait venir pour être son vicaire général à Reims.
François Péricard meurt au château de Condé-sur-Iton en 1639 alors qu'il regagne son diocèse. Il est inhumé dans la cathédrale d'Évreux, dans le même tombeau que son frère Guillaume, tandis que son cœur est inhumé dans la chapelle Saint-Georges de la cathédrale d'Avranches, entre les corps de ses frères Georges et Odoart.

## Héraldique
Ses armes sont: d'or au chevron d'azur en pointe, accompagné d'une ancre de sable en chef d'azur chargé de trois molets d'or.